# Veliko Rujno
Veliko Rujno je planinska visoravan na Velebitu, na oko 900 m nadmorske visine. Na visoravni je utvrđen stari kopneni put nastao u prapovijesnom dobu koji je povezivao Primorje s Likom, a dom je i dvjema prapovijesnim speleološkim nalazištima: pećini Samograd i pećini pod Bojincem.
Na Velikom je Rujnu arheološko nalazište na kojemu su pronađeni suhozidni temelji i detalji vjerojatno drvenih kuća, po gradnji sličnim prapovijesnim kućama s obale Hrvatske. U samim kućama pronađena su ognjišta, krhotine posuda i druge keramike koja se datirala u kasno brončano doba. Vjeruje se da je taj lokalitet bio tržište u brončanom i željeznom dobu. Osim toga, lokalitet se smatra najvećim kraškim poljem na Velebitu.
Veliko je Rujno također mjesto prvog pronalaska vrste kornjaša Sericoda quadripunctata u Hrvatskoj 2009. godine, a za vrstu je predložena klasifikacija NT (Near Threatened, »blizu ugroženosti«).
Godine 1930. don Ante Adžija podiže predromaničku crkvicu Velike Gospe na mjestu istoimene, starije suhozidane crkvice.